# Ancus Marcius
Ancus Marcius (642-617 î.C.) a fost al IV-lea rege, din cei șapte regi ai Romei, posibil să fie si el legendar ca ceilalți. În urma misterioasei morți a lui Tullus, romanii au ales un rege religios și pacifist în locul său. Acesta era nepotul lui Numa, Ancus Marcius. Mult precum bunicul său, Ancus a făcut puține pentru a mări granițele Romei și a dus războaie doar atunci când teritoriile sale aveau nevoie să fie apărate. De asemenea, el a construit un apeduct, Aqua Marcia și a construit prima închisoare romană pe colina Capitoliului.
În timpul domniei sale, Dealul Janiculum aflat pe malul de vest era fortificat pentru a proteja Roma. Tot el a construit și primul pod peste Tibru. De asemenea, el a fondat portul Romei Ostia pe Marea Tireniană și dezvoltarea primelor lucrări de sare. În timpul domniei sale, mărimea Romei a crescut datorită faptului că Ancus folosea diplomația pentru a alătura pe calea pașnică orașele mai mici din înconjurul Romei, într-o alianță. Folosind această metodă, a completat cucerirea latinilor și restabilirea așezării lor pe colina Aventin, formând astfel clasa de plebei a Romei.
Avea să moară din cauze naturale, la fel ca și bunicul său înaintea sa, după 37 de ani ca rege și avea să fie amintit ca cel mai mare Pontif al Romei.